# Pepe (Tegowanu)
Pepe is een bestuurslaag in het regentschap Grobogan van de provincie Midden-Java, Indonesië. Pepe telt 2802 inwoners (volkstelling 2010).